# Acanthomytilus intermittens
Acanthomytilus intermittens är en insektsart som först beskrevs av Hall 1924.  Acanthomytilus intermittens ingår i släktet Acanthomytilus och familjen pansarsköldlöss. Inga underarter finns listade i Catalogue of Life.